# Khadija Ciss
Pour les articles homonymes, voir Ciss.
Khadija Ciss, née le 26 mars 1983, est une nageuse sénégalaise.

## Carrière
Khadija Ciss est médaillée de bronze sur 50 mètres brasse aux Championnats d'Afrique de natation 2002 au Caire puis médaillée de bronze sur 200 mètres nage libre aux Jeux africains de 2003 à Abuja.
Aux Championnats d'Afrique de natation 2004 à Casablanca, elle obtient cinq médailles : quatre médailles d'argent (sur 100, 200 et 400 mètres nage libre ainsi que sur 200 mètres dos) et une de bronze au 800 mètres nage libre.
Elle participe aux Jeux olympiques d'été de 2004 à Athènes ; elle est éliminée en séries du 200 et du 800 mètres nage libre.
Elle remporte la traversée Dakar-Gorée en 2005.